# Parque nacional Erringibba
Erringibba es un parque nacional en Queensland (Australia), ubicado a 329 km al oeste de Brisbane. El parque no dispone de facilidades para visitantes, pero se dispone de alojamiento en Glenmorgan, localidad en las cercanías del parque.